# Kostel svatého Martina v polích
Kostel svatého Martina v polích v Londýně, často též anglicky jako St Martin-in-the-Fields je farní kostel anglikánské církve na severovýchodním rohu Trafalgarského náměstí ve Westminsteru v Londýně. Je zasvěcen svatému Martinovi z Tours.

## Historie

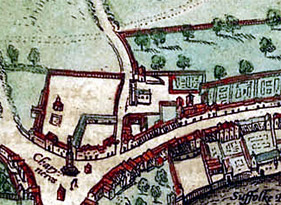
St Martin-in-the-Fields a Charing Cross, kolem roku 1562

Na témže místě stával kostel nejpozději od středověku. V této době, kdy byl přidělen do správy Westminsterskému opatství, se místo nacházelo za hradbami Londýna obklopeno na farmami a poli.
V raném novověku, jak rostla populace Westminsteru, stal se kostel sv. Martina hlavním farním kostelem západně od starého města. Z důvodu špatného technického stavu starého kostela z období středověku a jakubské éry, byla budova stržena a v letech 1722–1726 nahrazena kostelem v současné neoklasicistní podobě s velkolepým korintským portikem a italskou štukatérou na valené klenbě. Vše dle návrhu architekta Jamese Gibbse. Kostel je jednou z vizuálních dominant otevřeného městského prostoru kolem Trafalgarského náměstí.

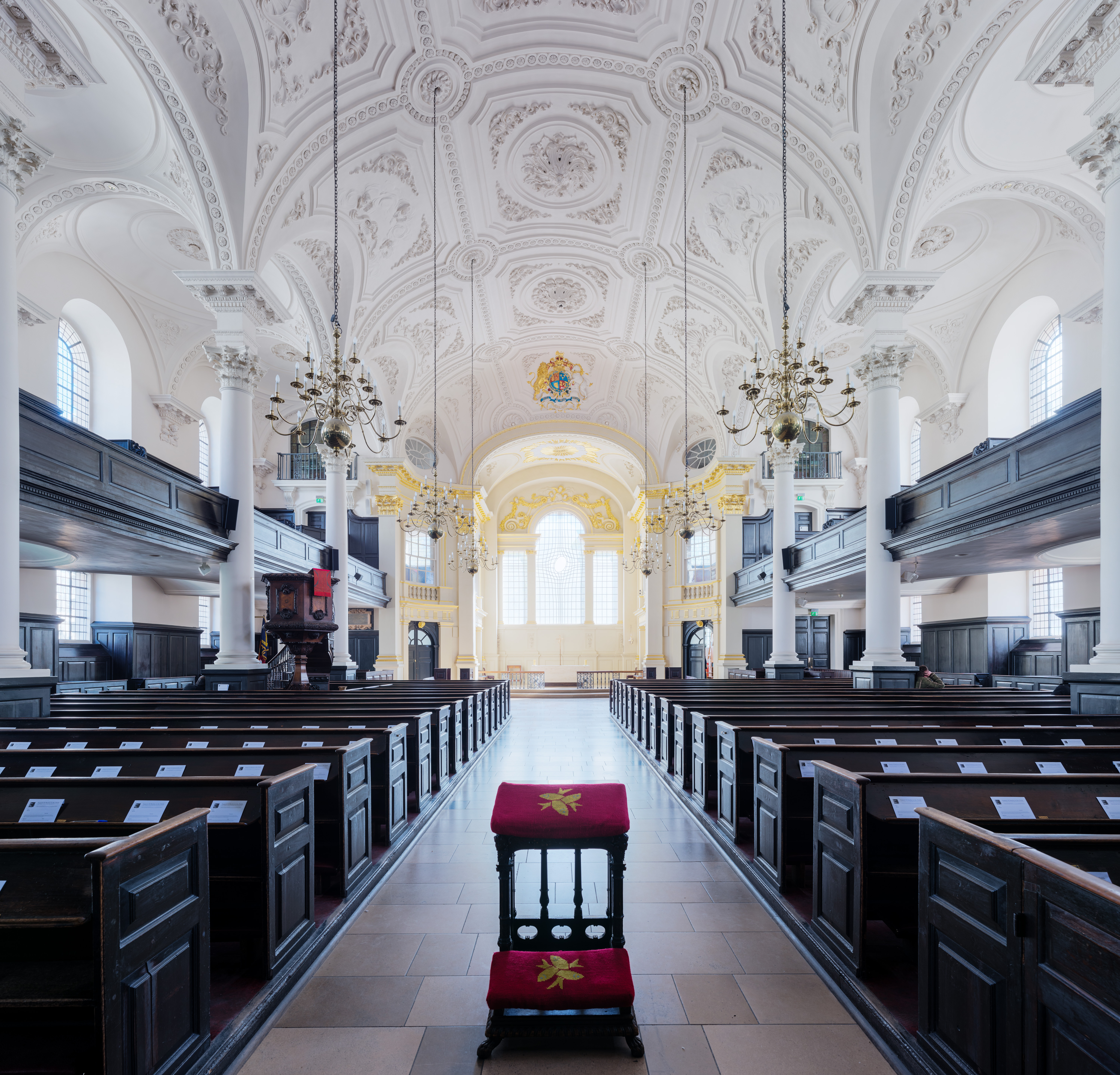
Interiér St Martin-in-the-Fields

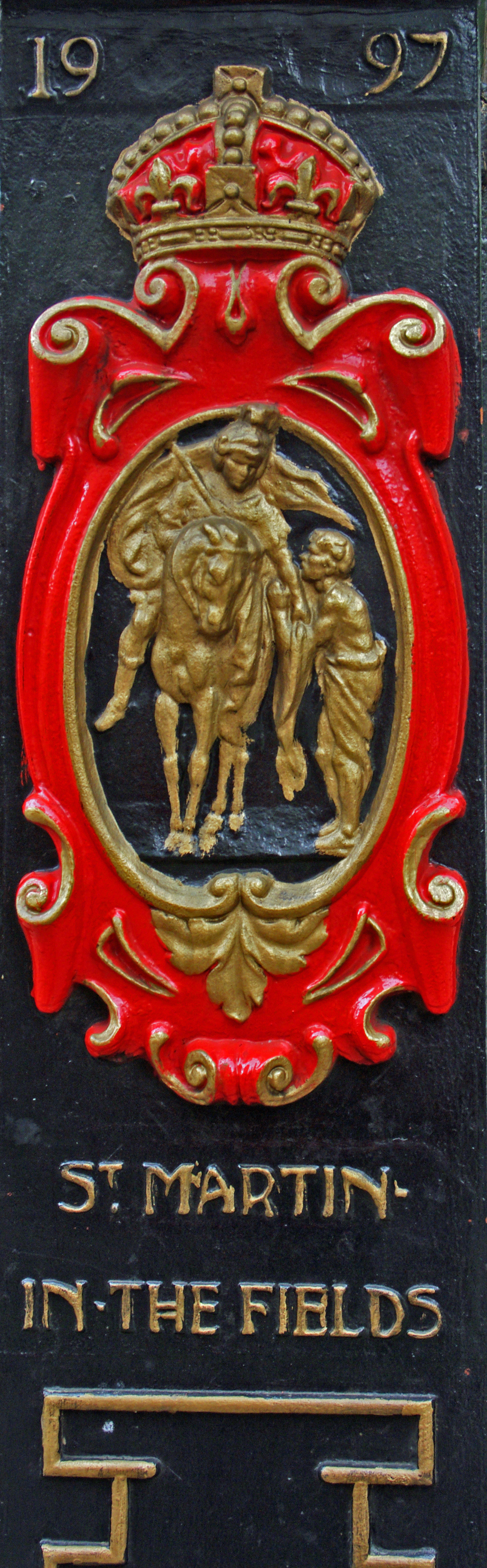
Detail sloupku lampy, Londýn, Velká Británie

## V populární kultuře
Být na prominentním místě v centru Londýna, exteriér budovy kostela se často objevuje ve filmech, včetně Notting Hill a Enigma, a televizních pořadech, včetně Doctor Who a Sherlock .
Odkazy na církev se odehrávají v následujících románech:
- 1850 – David Copperfield od Charlese Dickense
- 1908 – Pokoj s vyhlídkou od E. M. Forstera
- 1928 – The Last Post, čtvrtý a poslední román v tetralogii Forda Madoxe Forda Parade's End
- 1949 – 1984 od George Orwella (ve kterém fiktivní totalitní režim ruší náboženství a mění budovu ve vojenské muzeum)
- 1949 – Paraziti od Daphne du Maurier
- 2004 – Quicksilver od Neala Stephensona
- 2012 – Zima světa od Kena Folletta

Odkazy na kostel se vyskytují v následujících básních:
- 1893 – „Království Boží“ od Francise Thompsona
- 2009 – „Now traveller, whose journey passes through“ od Andrew Motion

Kostel Panny Marie v indickém Puné je navržen ve stylu svatého Martina.

## Královské spojení
Kostel má úzký vztah s královskou rodinou, jejíž farní kostel je,  stejně jako s Downing Street a admiralitou. 

## Hudba
Kostel je známý svými pravidelnými poledními a večerními koncerty: vystupuje zde mnoho souborů, včetně Akademie sv. Martina v polích, kterou spoluzaložili Sir Neville Marriner a John Churchill, bývalý hudební ředitel u sv. Martina.

### Varhany
Varhany jsou umístěny v západní galerii kostela. První varhany, které byly instalovány v novém Gibbsově kostele, jsou dílem mistra Christophera Schreidera z roku 1727. Současný nástroj je z roku 1990.

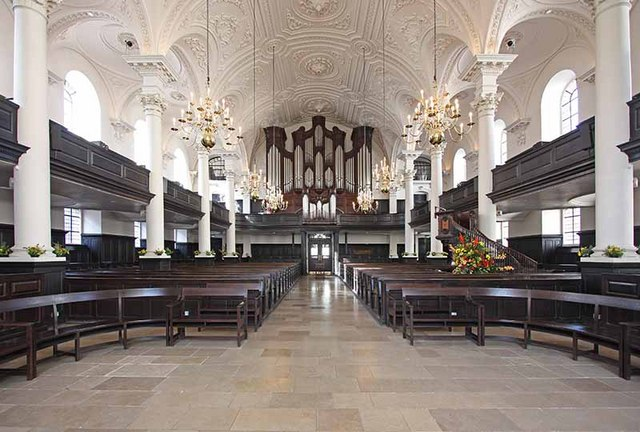
West end a varhany od JW Walkera

#### Seznam varhaníků
Mezi varhaníky od sv. Martina patří:
- John Weldon 1714-1736
- Joseph Kelway 1736-1781 (dříve varhaník od sv. Michaela v Cornhillu)
- Benjamin Cooke 1781-1793
- Robert Cooke 1793-1814 (syn Benjamina Cookea)
- Thomas Forbes Gerrard Walmisley 1814-1854
- William Thomas Best 1852-1855?
- WH Adams, jmenován 1857
- HWA Beale
- William John Kipps 1899-1924
- Martin Shaw 1920–1924
- Arnold Goldsborough 1924-1935
- John Alden 1935-1938
- Stanley Drummond Wolff 1938-1946
- John Churchill 1949-1967
- Eric Harrison 1967-1968
- Robert Vincent 1968-1977 (později varhaník Manchesterské katedrály)
- Christopher Stokes 1977–1989 (později hudební ředitel Westminsterského opatství sv. Markéty a varhaník a sbormistr manchesterské katedrály)
- Mark Stringer 1989–1996 (v současnosti hudební ředitel, od dubna 2015 katedrální škola ve Wellsu, v letech 1997–2012 výkonný ředitel londýnské Trinity College)
- Paul Stubbings 1996-2001 (hudební ředitel, hudební škola Panny Marie v Edinburghu)
- Nick Danks 2001-2008
- Andrew Earis 2009 –

## Škola svatého Martina
V roce 1699 byla založena církevní škola pro chlapce z chudých a méně majetných rodin, která byla později přeměněna na školu dívčí, známou jako St Martin's Middle Class School for Girls. Původně se nacházela v blízkosti kostela v Charing Cross Road. Později byla škola přejmenována na St Martin-in-the-Fields High School for Girls a v roce 1928 přemístěna na své dnenší sídlo ve čtvrti Lambeth.
Na školním odznaku je vyobrazen svatý Martin z Tours. Latinské motto školy Caritate et disciplina se překládá jako „S láskou a učením“.  Škola je křesťanská, ale přijímá dívky všech vyznání.